# Rémi Pauriol
Rémi Pauriol (Aix-en-Provence, 4 april 1982) is een Frans voormalig wielrenner.
In 2005 werd hij Frans kampioen op de weg in de categorie Elite zonder contract. In 2006 werd hij prof bij Crédit Agricole, nadat hij in 2005 al een stagecontract bij die ploeg had gehad.
Nadat hij voor het seizoen 2014 geen nieuwe ploeg kon vinden, besloot Pauriol zijn carrière te beëindigen.

## Overwinningen
2004
Eindklassement Cinturó de l'Empordà
2005
 Frans kampioenschap op de weg, Elite zonder contract
2006
3e etappe Ronde van de Middellandse Zee (ploegentijdrit)
2007
Route Adélie de Vitré
4e etappe Ronde van het Waalse Gewest
2009
GP La Marseillaise
GP Lugano
2011
Bergklassement Ronde van de Middellandse Zee
Bergklassement Parijs-Nice
2012
Boucles du Sud Ardèche

## Resultaten in voornaamste wedstrijden
| Jaar | Ronde van Italië | Ronde van Frankrijk | Ronde van Spanje |
| ---- | ---------------- | ------------------- | ---------------- |
| 2006 | 122e             |                     |                  |
| 2007 |                  |                     | opgave           |
| 2008 |                  | 80e                 |                  |
| 2009 |                  | 43e                 |                  |
| 2010 |                  | 38e                 | 71e              |
| 2011 |                  | opgave              |                  |
| 2012 |                  |                     | 23e              |
| 2013 |                  |                     |                  |

| Jaar | Luik-Bast.‑Luik | Ronde van Lombardije |  | Wereldranglijsten |
| ---- | --------------- | -------------------- |  | ----------------- |
| 2006 | 75e             |                      |  |                   |
| 2007 | 33e             |                      |  |                   |
| 2008 | 74e             |                      |  | 34e (UPT)         |
| 2009 |                 |                      |  | 259e (UWK)        |
| 2010 |                 |                      |  |                   |
| 2011 |                 | 18e                  |  |                   |
| 2012 |                 |                      |  |                   |
| 2013 |                 |                      |  |                   |